# Mole (rivière)
Pour les articles homonymes, voir Mole.
La Mole est une rivière du Sussex de l'Ouest et du Surrey, et un affluent droit du fleuve la Tamise. 

## Géographie
La Mole est un affluent de la Tamise qui prend sa source dans le Sussex de l'Ouest dans les environs de Horsham, et s'écoule sur 80 km en direction du nord-ouest à travers le Surrey. Elle se déverse dans la Tamise à East Molesey, face au château de Hampton Court. Elle draine Les Downs du Nord entre Dorking et Leatherhead, en entamant les coteaux calcaires accidentés de la brèche de Mole Gap. L'essentiel de son bassin versant est formé de sols et bancs imperméables (notamment l’argile du Weald et l’argile de Londres), ce qui se traduit par un ruissellement rapide.

### Bassin versant
Son bassin versant est de 512 km2 de superficie.

## Hydrologie
Son module est de 5,43 m3/s à Esher. Son régime hydrologique est dit pluvial océanique;

## Aménagements et écologie
Au cours de la seconde moitié du XXe siècle, la pollution de cette rivière était importante, mais depuis 1995 la qualité de l'eau s'est améliorée de façon spectaculaire et la vallée peut désormais s'enorgueillir de la plus grande diversité piscicole de toute l'Angleterre,. Le bassin versant de la Mole compte douze Sites d'intérêt scientifique particulier (SSSI), incluant des zones humides, et le tronçon à l'amont de Leatherhead est maintenant classé en Réserve naturelle,. La vallée de Mole Gap fait partie d'une Zone spéciale de conservation et constitue une SSSI de rayonnement européen.

## Inspiration artistique
Cette rivière a inspiré de nombreux poètes et écrivains anglais, particulièrement par ses étiages qui, certains étés, se traduisent par l'assèchement complet du lit mineur entre Dorking et Leatherhead (la dernière fois lors de la sécheresse de 1976 en Europe,). Sur la carte du Surrey de John Speed (1611), ce tronçon de rivière est marqué par une série de collines accompagnée de cette légende : « The river runneth under ». Bien qu'en anglais le terme de mole puisse désigner une digue ou turcie, l'étymologie du nom de la rivière est probablement tout autre : l’Oxford Dictionary of English Place Names avance que l'hydronyme de Mole vient soit du latin mola (pour moulin) ou résulte de l’altération de Molesey (île de Mul). Le Domesday Book répertorie dès 1086 vingt moulins le long de cette rivière, dont le plus ancien est Sidlow Mill, d'époque saxonne,.